# 192
| [ Edytuj tabelę ] |                       |
| Cesarz Chin       | - 189 Han Xiandi 220  |
| Władca Korei      | - 179 Kogukch’ŏn 197  |
| Papież            | - 189 Wiktor I 199    |
| Król Partów       | - 191 Wologazes V 208 |
| Cesarz Rzymu      | - 180 Kommodus 192    |

Rok 192 / CXCII
stulecia: I wiek ~
II wiek ~
III wiek

lata: 182 «
187 «
188 «
189 «
190 «
191 «
192
» 193
» 194
» 195
» 196
» 197
» 202

## Wydarzenia
- Kommodus ogłosił się nowym wcieleniem Herkulesa
- 31 grudnia – podczas noworocznej nocy zamordowano Marcusa Aureliusa Kommodusa, rzymskiego cesarza. Do spiskowców należeli jego własny pokojowy Eclectus i konkubina Marcja. Zabójstwo cesarza było końcem panowania dynastii Antoninów i początkiem wojny domowej w imperium rzymskim.
- Królestwo Czampa rozpoczęło kontrolę nad terenami dzisiejszego południowego i centralnego Wietnamu. (data przybliżona)

## Urodzili się
- Gordian II, cesarz rzymski (zm. 238)
- Cao Zhi, poeta chiński

## Zmarli
- 22 maja - Dong Zhuo, dowódca chiński
- 31 grudnia – Kommodus, cesarz rzymski z dynastii Antoninów (ur. 161)